# UMzinyathi
uMzinyathi, auch Umzinyathi (englisch Umzinyathi District Municipality), ist ein Distrikt innerhalb der südafrikanischen Provinz KwaZulu-Natal. Der Sitz der Distriktverwaltung befindet sich in Dundee.
UMzinyathi ist der isiZulu-Name für den Buffalo River, den Hauptwasserlauf in diesem Distrikt.

## Lage
Der Distrikt liegt in der Mitte der Provinz KwaZulu-Natal.

## Gliederung
Die Distriktgemeinde wird von folgenden Lokalgemeinden gebildet:
- Endumeni
- Nquthu
- Msinga
- Umvoti

## Demografie
Nach der Volkszählung von 2011 hatte der Distrikt 510.838 Einwohner in 113.469 Haushalten auf einem Gebiet von 8589,2 Quadratkilometern. Davon waren 96,6 % schwarz, 1,45 % weiß, 1,27 % Indischstämmige und 0,55 % Coloureds.